# Anoectochilus elatus
Anoectochilus elatus là một loài thực vật có hoa trong họ Lan. Loài này được Lindl. mô tả khoa học đầu tiên năm 1857.